# Конные скачки
Ко́нные ска́чки — вид соревновательных состязаний, как правило, с участием двух или более лошадей, ведомых жокеями (или иногда без всадников), на определённое расстояния для конкуренции. Конные скачки — один из самых древних соревновательных состязаний, так как его основная предпосылка — определить, какая из двух или более лошадей является самой быстрой на заданном курсе или дистанции — остаётся неизменной с древних времён.

## Суть
Конные скачки различаются по формату, и во многих странах сложились свои особые традиции. Вариации включают ограничение забегов для определённых пород, бег с препятствиями, бег на разные расстояния, бег по разным дорожкам и бег в разных походках.
В то время как часть скачек проводится ради спортивного интереса, значительная часть скачек связана с азартными играми, или другими экономическими факторами. В 2008 году мировой рынок конных скачек составил сумму около 115 миллиардов долларов США.
В связи с тем, что конные скачки являются соревнованием именно лошадей, а не всадников, конные скачки не включаются в программу конного спорта на Олимпийских играх, хотя пресса нередко выдвигала предложения признать скачки олимпийским видом спорта.
Самой результативной лошадью, когда-либо участвовавшей в конных скачках, считается венгерская верховая кобыла Кинчем (род. 1874 г.), одержавшая в 70-х годах XIX века недосягаемое для других количество побед в количестве 54 и не проигравшая ни одного заезда.